# NGC 7692
NGC 7692 ist eine irreguläre Galaxie mit ausgedehnten Sternentstehungsgebieten vom Hubble-Typ Irr im Sternbild Wassermann auf der Ekliptik. Sie ist schätzungsweise 239 Millionen Lichtjahre von der Milchstraße entfernt und hat einen Durchmesser von etwa 35.000 Lj.

Im selben Himmelsareal befindet sich u. a. die Galaxie IC 1498.
Das Objekt wurde am 23. Oktober 1848 vom US-amerikanischen Astronomen George Phillips Bond entdeckt.